# シーツ善政
シーツ善政（シーツぜんせい）は、1949年から1950年にかけて琉球列島米国軍政府軍政長官を務めたジョセフ・R・シーツ陸軍少将の下で展開された、当時の沖縄における施政を指す呼称。アメリカ合衆国の沖縄長期保有方針に基づく、恒久的米軍基地の建設とともに行われた「復興」「民主化」政策について、後者のみに着目した観点から表現されたものである。

## 概要
シーツ着任時点の沖縄は、場当たり的な占領政策のため、駐留アメリカ軍による犯罪が多発し、那覇市内の大半を含む沖縄本島内の約3割が軍用地として接収され、多くの住民が沖縄戦前の居住地に帰れなくなるなど、米ジャーナリストからも「忘れられた島」と批判されるほどの状態を生み出していた。
GHQのダグラス・マッカーサー司令官の指示を受けたシーツは、「自らが（第二十四軍団砲兵指揮官として沖縄戦に参加して）破壊した沖縄を自らの手で再建復興するのだ」と宣言し、米国の沖縄長期保有方針に基づいた恒久的な米軍基地建設と、戦後沖縄の「復興」「民主化」政策を実行に移した。
その内容は、
- 復興資金として、ガリオア（占領地域救済基金）・エロア（経済復興援助資金）を導入、経済援助を本格化する
- B円の対ドル為替レートを1ドル360円から120円に改訂し、物資輸入を促進する[3]
- 那覇を琉球の首都とすると宣言し、建築・居住制限を緩和する
- 乱立した基地施設を整理統合し、残す基地を集中的に機能強化する
- 社会福祉の充実
- 住民自治の強化
- 駐留米兵の待遇改善と綱紀粛正

など、多岐にわたっていた。
また、1946年までに設立された琉球・奄美・宮古・八重山の各群島の知事・議員を公選とした。アメリカは沖縄の長期保有方針に基づき、すでに1945年に琉球列島米国軍政府を設立していたが、1950年にはこれを琉球列島米国民政府（通称USCAR･ユースカー）に改組した。その下部機関として、沖縄住民側は各群島政府を琉球臨時中央政府に統合、さらに琉球政府を創立させ、長期占領体制の行政体制を整えた。
シーツ自身も地元の小中学生と積極的に交流の機会を持ち、駐留米兵には「アメリカの外交官のつもりで沖縄島民に接せよ」と訓示するなど、占領地沖縄の統治の安定化に向けて努力した。
「シーツ善政」は、アメリカにとっては中華人民共和国の成立、朝鮮戦争勃発直前の緊迫した国際情勢を反映し、沖縄の軍事基地としての戦略的重要性が高まり、本国の沖縄統治方針が、沖縄に米軍基地を保有するための恒久的な統治へと変化したことを意味するものであった。一方、のちの軍用地強制接収をいまだ経験しなかった当時の沖縄の人々は、「復興」「民主化」政策を戦災からの復興ととらえて支持し、1950年末に病を得たシーツが退役して帰国する際には、留任運動が起こった。